# Joža Uprka
Joža Uprka (ur. 26 października 1861 w Kněždubie, zm. 12 stycznia 1940 w Hroznovej Lhocie) – czeski malarz. 

## Życiorys

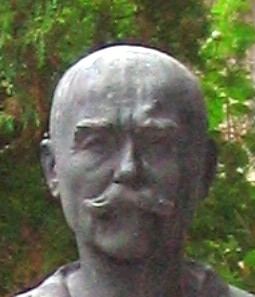
Popiersie na nagrobku

Był pierwszym synem Jana Uprki i jego drugiej żony Evy Machalkovéj. Jego ojciec amatorsko malował i zdobił gospodarstwo. Uczęszczał do szkoły w Strážnicy (tylko do czwartej klasy). Potem zapisał się do „Niemieckiego Instytutu Nauczycielskiego” w Ołomuńcu, skąd przeniósł się do miejscowego gimnazjum. Po maturze kontynuował naukę w Akademii Praskiej, a następnie w Monachijskiej. W trakcie studiów był współzałożycielem stowarzyszenia „Škréta”, którego głównym celem było organizowanie wystaw, wykładów i innych działań mających na celu integrację studentów pochodzenia słowiańskiego. Od kwietnia 1885 był prezesem tej organizacji, które rozpoczęło wydawanie pisma „Paleta”. Po studiach wrócił w strony rodzinne, gdzie oddał się pracy pisarskiej. Jego twórczość opierała się na kulturze regionu. Zaczął również malować. W 1894 ukończył wielkoformatowy obraz „Pielgrzymka do św. Antoniego” (czes. Pouť u svatého Antonínka) i rozpoczął pracę nad swoim późniejszym, najbardziej znanym obrazem „Jazda królów” (czes. Jízda králů). Za „Pielgrzymkę do św. Antoniego” otrzymał wyróżnienie na Salonie Paryskim. Obraz ten wystawił w Pradze w salonie Topiča. W 1895 Akademia Czeska przyznała mu za niego drugi doroczny złoty medal.
W 1897 ukończył „Jazdę królów” w dwóch wersjach, z których druga jest uważana za dojrzalszą. Mały dom, w którym mieszkał w Hroznovej Lhocie, i który był jego pracownią, został przebudowany na willę według projektu Dušana Jurkoviča. Przebywały tu okresowo osoby ze środowisk artystycznych, m.in. Alois i Vilém Mrštíkovie, Hanuš Schwaigr, Zdenka Braunerová, Herbert Masaryk, Leoš Janáček, czy Vítězslav Novák.
15 maja 1899 poślubił Anežkę Králíkovą ze Svatobořic, malarkę ludową i ornamencistkę. Wiosną 1902 roku odwiedził go francuski rzeźbiarz, August Rodin. W 1939 jego stan zdrowia pogorszył się. Zmarł we własnej willi. Pochowano go w rodzinnym Kněždubie.

## Rodzina
Miał dwóch braci: Františka (rzeźbiarza) i Martina (rolnika), jak również siostrę Bětę, która wyszła za mąż w 1884 za kowala, Martina Laga.

## Galeria

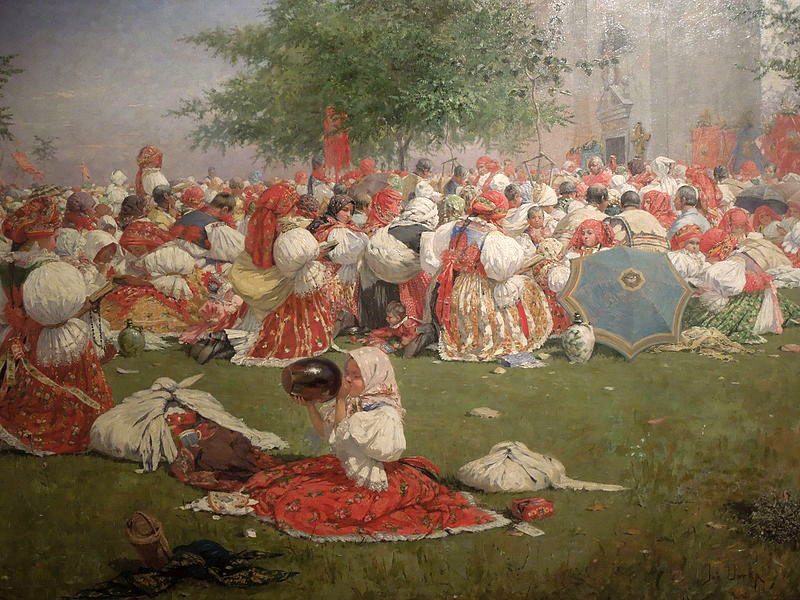
„Pielgrzymka do św. Antoniego”
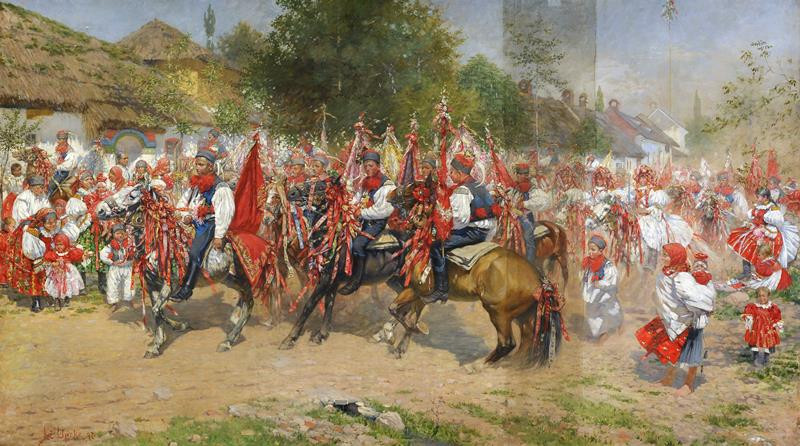
„Jazda królów”
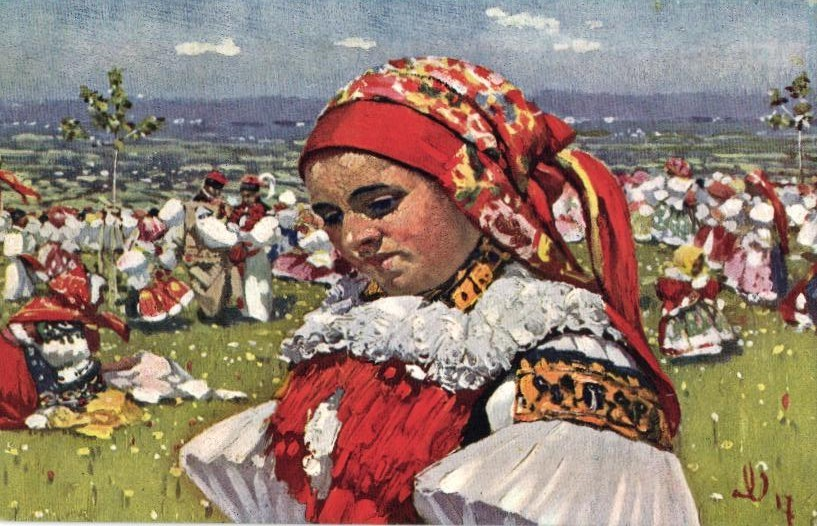
„Žena z Vlčnova”